# Cançoner
|  | Pel que fa a l'obra de Petrarca, vegeu Cançoner (Petrarca). |

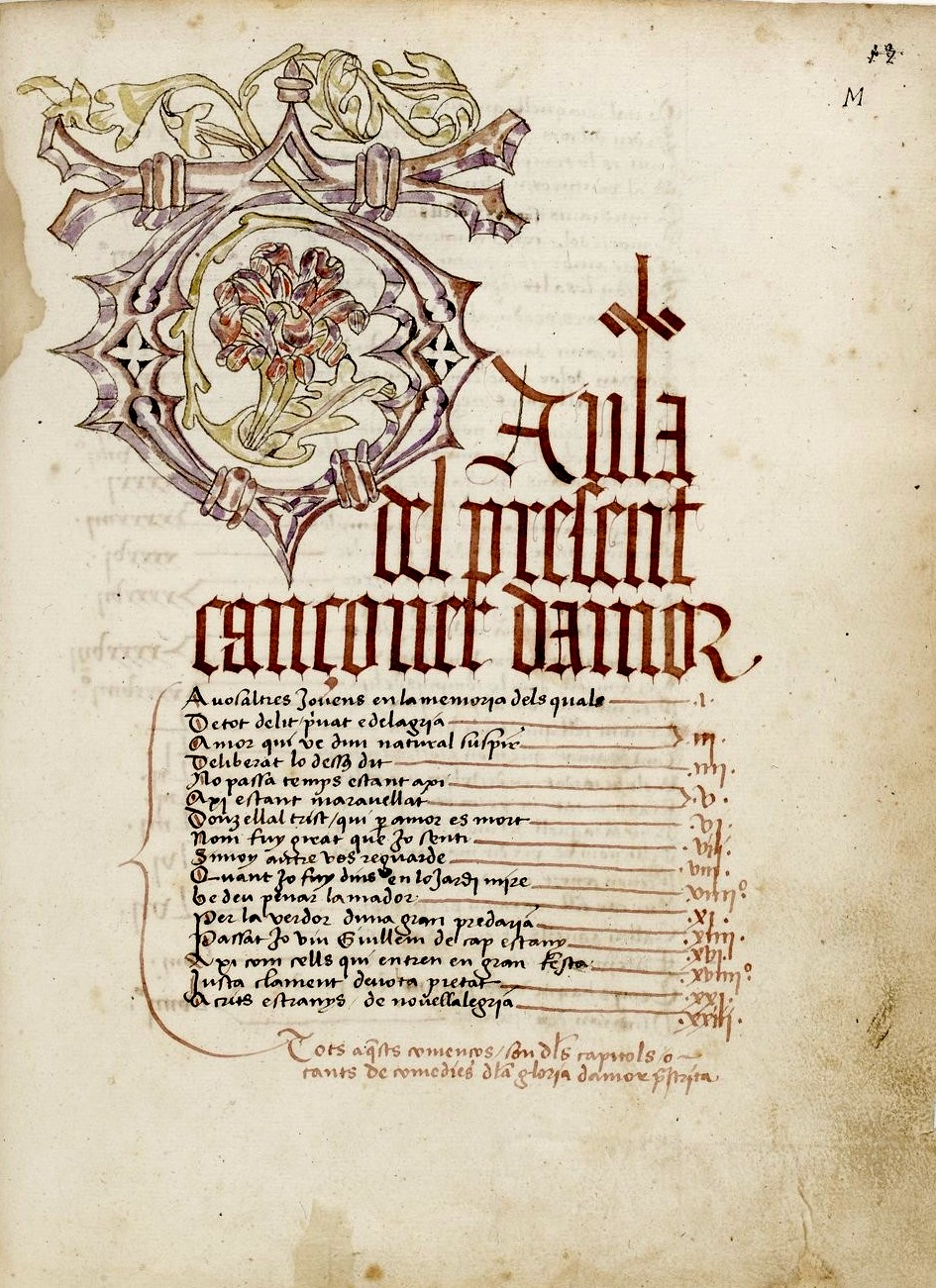
Full d'un cançoner català de l'Edat Mitjana

Un cançoner és una col·lecció de cançons o poesies d'un o de diversos autors, que pot incloure la partitura de cada cançó. N'hi ha des de l'edat mitjana, els cançoners medievals, fins al segle xx, quan van tenir molt d'èxit els cançoners per a l'ús als focs de camp.